# Cattleya labendziana
Cattleya labendziana är en orkidéart som beskrevs av Lou Christian Menezes och Guido Jozef Braem. Cattleya labendziana ingår i släktet Cattleya och familjen orkidéer. Inga underarter finns listade i Catalogue of Life.